# Томский диалект
Томский диалект — один из диалектов сибирско-татарского или же татарского языков, на котором говорят эуштинцы, чаты и калмаки.
По классификации Тумашевой томский диалект делится на три говора:
- эуштинско-чатский — язык эуштинцев и чатов, живущих в Томском районе Томской области,
  - орский подговор чатов, живущих в Колыванском районе Новосибирской области и прилежащих районах Томский области,
- калмакский — язык калмаков, живущих в Юргинском районе Кемеровской области.

Ранее также существовал говор обских татар — крещеных томских татар.
По её мнению, в области грамматического строя томский диалект очень близок к алтайскому и родственным с ним языкам.